# Deewaar (1975)
Deewaar (Hindi: दीवार, dīvār; Urdu: دیوار; übersetzt: Die Mauer) ist ein Hindi-Film von Yash Chopra aus dem Jahr 1975.

## Handlung
Deewaar erzählt die Geschichte zweier Brüder, die nicht unterschiedlicher sein können, als Rückblende: Vijay und Ravi Verma sind bei ihrer Mutter aufgewachsen. Ihr Vater, Anand Verma, hat die Familie im Stich gelassen, als er seine Arbeitskollegen verraten hat.
Vijay der ältere Sohn, ist von Vaters Misserfolgen geprägt und ist im Laufe seines Lebens vom Schuhputzer zum Schmuggler geworden. Für seinen jüngeren Bruder verzichtete er auf die Schulbildung und ermöglichte Ravi somit ein aufrechter Polizist zu werden. Nun wird Ravi jedoch aufgefordert den großen Schmuggler Vijay festzunehmen.
In einer Bar lernt Vijay die schöne Anita kennen und beginnt mit ihr eine Affäre. Als sie jedoch schwanger wird, beschließt Vijay sich aus dem Untergrund zu entfernen, damit sein Kind nicht dasselbe Schicksal erleiden muss.
Doch es ist zu spät: Ravi hat beschlossen Vijay festzunehmen, trotz der familiären Verhältnisse. Selbst die Mutter steht Ravi zur Seite, auch wenn ihr die Entscheidung sehr schwerfällt. Die zwei Brüder geraten in einen Konflikt, während Vijay in der heftigen Auseinandersetzung stirbt. Ravi wird von der Regierung als Held ausgezeichnet.

## Musik
| Lied                                    | Sänger                                      |
| --------------------------------------- | ------------------------------------------- |
| Clash Of Principles                     | Amitabh Bachchan, Shashi Kapoor             |
| Deewaaron Ke Jungal                     | Manna Dey                                   |
| Filial Love Melts The Hardened Criminal | Amitabh Bachchan, Parveen Babi              |
| Idhar Ka Maal Udhar                     | Bhupinder                                   |
| Kehdoon Tumhen                          | Asha Bhosle, Kishore Kumar                  |
| Koi Mar Jaye                            | Asha Bhosle, Usha Mangeshkar                |
| Life                                    | Amitabh Bachchan                            |
| Maine Tujhe Manga                       | Asha Bhosle, Kishore Kumar                  |
| The Beginning Of The End                | Amitabh Bachchan, Iftekhar                  |
| Vijay Faces The Moment Of Truth         | Amitabh Bachchan, Nirupa Roy, Shashi Kapoor |

In dem Lied  Koi Mar Jaye  hat Aruna Irani ihren Gastauftritt. Die Texte zur Musik von Rahul Dev Burman schrieb Sahir Ludhianvi.

## Auszeichnungen
Filmfare Award 1976
- Filmfare Award/Bester Film an Gulshan Rai
- Filmfare Award/Beste Regie an Yash Chopra
- Filmfare Award/Bester Nebendarsteller an Shashi Kapoor
- Filmfare Award/Beste Story an Javed Akhtar, Salim Khan
- Filmfare Award/Bester Dialog an Javed Akhtar, Salim Khan
- Filmfare Award/Bestes Drehbuch an Salim Khan
- Filmfare Award/Bester Ton an M. A. Shaikh

Nominierungen
- Filmfare Award/Bester Hauptdarsteller an Amitabh Bachchan
- Filmfare Award/Beste Nebendarstellerin an Nirupa Roy

## Hintergrund
Der Film entstand im Jahr der Ausrufung des Notstands in Indien. Salim-Javed lehnten sich bei der Gestaltung der von Bachchan verkörperten Figur des Ravi an die Geschichte des berüchtigten Schmugglers Haji Mastan Mirza an, der während der Notstandszeit medial zum Volksfeind stilisiert und inhaftiert wurde.

## Kritiken
Das im Hindi-Film häufig benutzte Mutter-als-Nation-Klischee, eine Erweiterung des Nation-als-Familie-Klischees, wurde hier für einen mehrdeutigen Zweck herangezogen: obwohl die Sympathien der Zuschauer auf den Unterschicht-Rebellen gelenkt werden, stimmt die Mutter/Nation der Verfolgung ihres wohlmeinenden aber fehlgeleiteten Sohnes schließlich zu; eine Handlung mit offensichtlichen Parallelen zur politischen Situation der Zeit.